# Aleksandr Kuschynski
Aleksandr Kuschynski (Orsha, 27 de octubre de 1979) es un ciclista bielorruso. Fue profesional desde el año 2004 hasta 2015.
En 2016 se convirtió en director deportivo del conjunto Gazprom-RusVelo.

## Palmarés
| 2000 (como amateur) - 2.º en el Campeonato de Bielorrusia en Ruta 2001 (como amateur) - 3.º en el Campeonato de Bielorrusia Contrarreloj 2002 (como amateur) - Giro de los Abruzzos - 3.º en el Campeonato de Bielorrusia Contrarreloj 2004 - Giro de los Abruzzos - 1 etapa del Tour de Eslovenia - Châteauroux Classic de l'Indre 2005 - Boucles de la Mayenne - Campeonato de Bielorrusia en Ruta 2006 - Memorial Oleg Dyachenko - 2.º en el Campeonato de Bielorrusia en Ruta - 2.º en el Campeonato de Bielorrusia Contrarreloj 2007 - Cinco Anillos de Moscú, más 3 etapas - 2.º en el Campeonato de Bielorrusia en Ruta | 2008 - 2.º en el Campeonato de Bielorrusia en Ruta - 3.º en el Campeonato de Bielorrusia Contrarreloj 2009 - 2.º en el Campeonato de Bielorrusia en Ruta - 3.º en el Campeonato de Bielorrusia Contrarreloj 2010 - Campeonato de Bielorrusia en Ruta 2011 - Campeonato de Bielorrusia en Ruta 2012 - 3.º en el Campeonato de Bielorrusia en Ruta 2014 - 3.º en el Campeonato de Bielorrusia en Ruta 2015 - 2.º en el Campeonato de Bielorrusia en Ruta - 1 etapa del Tour de Szeklerland |

## Resultados en Grandes Vueltas y Campeonatos del Mundo
| Carrera         | Carrera         | 2002 | 2003 | 2004 | 2005 | 2006 | 2007 | 2008  | 2009 | 2010 | 2011  | 2012  | 2013  | 2014 | 2015 |
| --------------- | --------------- | ---- | ---- | ---- | ---- | ---- | ---- | ----- | ---- | ---- | ----- | ----- | ----- | ---- | ---- |
|                 | Giro de Italia  | —    | —    | —    | —    | —    | —    | —     | —    | —    | 90.º  | 118.º | —     | —    | —    |
|                 | Tour de Francia | —    | —    | —    | —    | —    | 89.º | 125.º | 92.º | 86.º | —     | 145.º | 141.º | —    | —    |
|                 | Vuelta a España | —    | —    | —    | —    | —    | —    | —     | —    | —    | 143.º | —     | —     | —    | —    |
| Mundial en Ruta | Mundial en Ruta | 85.º | —    | Ab.  | Ab.  | Ab.  | 15.º | —     | Ab.  | —    | 33.º  | 93.º  | —     | —    | —    |

—: no participa

Ab.: abandono